# 藤波駅
藤波駅（ふじなみえき）は石川県鳳珠郡能登町藤波にあった、のと鉄道能登線の駅。2005年（平成17年）、能登線の廃止により廃駅となった。
廃線後も駅舎・ホームとその周辺の線路は現役当時のまま残されている。

## 歴史
- 1960年（昭和35年）4月17日：日本国有鉄道（国鉄）能登線の駅として開業[2]。気動車の旅客のみを取り扱う駅員無配置駅[3]。
- 1987年（昭和62年）4月1日：国鉄分割民営化により西日本旅客鉄道に承継される[1]。
- 1988年（昭和63年）3月25日：のと鉄道に転換[1]。
- 2005年（平成17年）4月1日：能登線廃止に伴い廃駅。

## 駅構造
単式ホーム1面1線を有する地上駅。無人駅であった。

## 駅周辺
- 国道249号
- 能都健民テニスコート

駅の波並駅側能都健民テニスコート敷地内にある道路橋の下にNT100形気動車が保存されていたが、2022年5月に解体された。

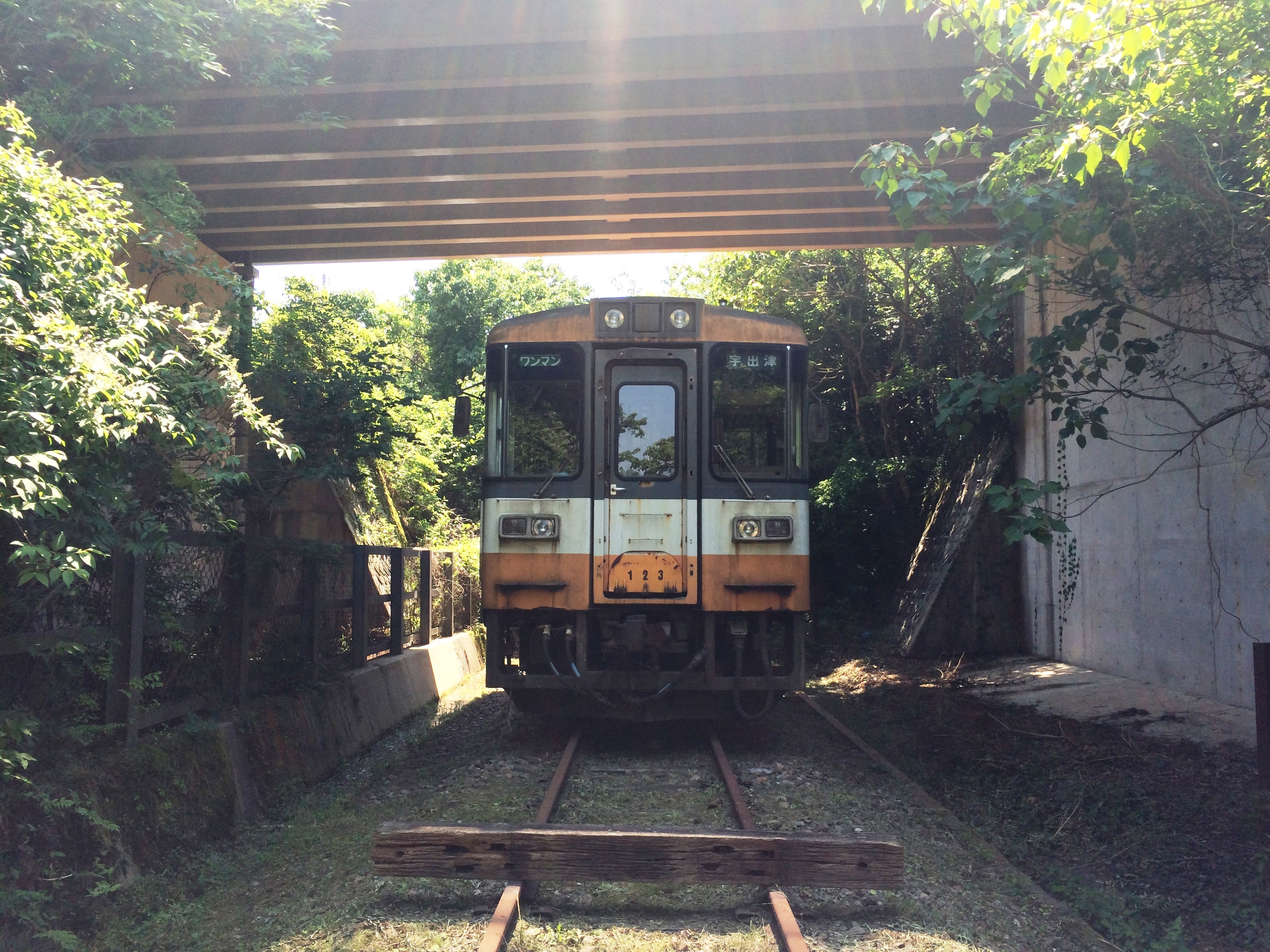
保存されていた車両 (2015年5月)

## 隣の駅
のと鉄道
能登線
波並駅 - 藤波駅 - 宇出津駅